# 卡鲁歌百灵
是百灵科的一种鳥類。這個物種分布于安哥拉、纳米比亚和南非的亚热带或热带（低地）干燥疏灌丛。该物种的保护状况被评为无危。
成鳥體長約18—22公分，平均体重约为40.4公克。其鳥喙寬平均約4.1公釐、深平均約5.0公釐、嘴峰長平均約24.7公釐；翼長平均約103.8公釐；跗蹠約27.3公釐；尾長約78.1公釐。這個物種是其相似物種中體型大二大的，指名亞種的背面呈紅褐色，頸背呈淡灰色；腹面呈白色，胸部有深褐色斑點和斑紋；眼睛褐色；鳥喙黑色；腿暗粉褐色。
紅背歌百靈的食物多樣，包含昆蟲、蜘蛛、種子、水果，甚至一些草籽。其繁殖季節受雨季影響而有變化，在9月至隔年4月之間。雄鳥會在空中貼近地面並爬升下降，翅膀閉合，在上升的頂點發出鳴叫的方式求偶，卵每次產2—3枚，其餘資訊較少。
在《國際自然保護聯盟瀕危物種紅色名錄》中，雖然卡鲁歌百灵的族群規模尚未量化，但因其極大的分布範圍及較穩定的族群趨勢，被列為無危物種。

## 外部連結
- 维基共享资源上的相關多媒體資源：卡鲁歌百灵
- 維基物種上的相關：卡鲁歌百灵